# Raymond Cotton
Raymond Cotton ( 1948 - ) es un botánico inglés.
- La abreviatura «R.Cotton» se emplea para indicar a Raymond Cotton como autoridad en la descripción y clasificación científica de los vegetales.[1]